# 港九潮州公會馬松深中學
港九潮州公會馬松深中學（英語：Hong Kong and Kowloon Chiu Chow Public Association Ma Chung Sum Secondary School）位於沙田博康邨，於1989年創立。因長年積弱導致收生人數不足，於2015年8月正式停辦。

## 歷史
學校於1989年創立，初期借用崇蘭中學3-4樓校舍上課，而首屆共有20班（中一及中二各8班，另中四開辦4班），全校有近800個學生。及後，馬松深中學與基督書院的全連環型校舍於1990年落成，同年遷入該校舍辦學。
2008年7月，教育局公佈港九潮州公會馬松深中學升中一收生數字僅七十幾人，比以往收4班中一共120人大為減少。該校僅取得46名學生，未能達到67人的開班線，學校逐發起「護校行動」，500位師生將黃絲帶綁在學校圍欄以反對教育局「殺校政策」。此外，該校教師曾到附近商場、教育局專為新移民而設的辦事處「搶學生」。至2009年，馬松深中學的「救校」方案獲批，當中包括與同系的港九潮州公會中學合辦高中選修科目。不過由於救校方案失敗，經教育局協商後，於2011年12月決定停辦，但直至2012年3月才正式宣佈。
在辦學的最後一年，50多位教師減至三十幾人，到最後僅餘12人，校長陳智聰亦於8月31日正式卸任。
學校於2015年5月30及31日舉辦校園惜別日，隨後於同年8月31日正式交還校舍。

## 校舍
此校為一座全連環型校舍，樓高6層，加建後設24間標準課室及其他特別室，而其禮堂部分與基督書院相連。校舍由宏勝建築有限公司承建，1990年竣工遷入，並曾於1997年加建5樓。
值得一提的是，兩校為最後一組由建築署直接興建，及全港倒數第二組同款校舍，於1989年招標及動工。
在英基港島中學重建期間，此校舍用作其臨時校址之一，借用期從2018年至2021年為止，主要用於容納該校的中一、中二、中六及中七學生。其後，此校舍曾於2019冠狀病毒病香港疫情期間，借予社會福利署作防疫物資倉庫，再於2024年推出，分配予禾輋信義學校作第四度遷置。

## 辦學宗旨
秉承潮州人治事勤謹樸實的精神，以「崇德廣業」為校訓，配合資訊科技，培育莘莘學子，使成為敬愛祖國，品格高尚，操守廉潔，知識淵博，五育俱備的公民。

## 著名/傑出校友
- 黎梓恩：前沙田王屋區議員。
- 羅伊琳（2013年中六）：沙田北區議員、香港旅遊博客，為前區議員羅光強女兒。

## 歷任行政人員

### 校監
- 馬松深先生（1989年-2009年，創校校監，暨冠名人）
- 馬介璋博士，BBS（2009年-2015年，末任校監）

### 校長
- 霍小通先生（1989年-1997年4月，創校校長）[12]（曾任教育署副署長及轄下語文教育學院創院院長）
  - 不詳（1997年4-7月，署任校長）
- 徐守滬先生（1997年7月-2000年，第二任）（曾任教育署助理署長）
- 梁國光先生（2000年-2012年，第三任）[13]
- 黃淑芬女士（2012年-2014年5月31日，第四任，因校政風波突然請辭）[14]
- 陳智聰先生（2014年6月1日-2015年，末任校長）

## 註解
1. ↑  按照當時出版的《中學概覽2011/2012》，顯示此校仍在就讀的所有初中班別，將獲教育局派往其他中學修讀高中[3]，事實上等同即將停辦。
2. ↑  最後一組為天光道官立中學及元朗信義中學重置校舍，由房委會代建，於1993年完工。